# Skalenfaktor (Audiocodierung)
Skalenfaktoren werden in der Audiodatenkompression (z. B. MPEG-2) verwendet, um die Datenmenge einer Audiodatei zu reduzieren.
Ein gängiger Dynamikumfang in der Audiocodierung sind 16 Bit pro Abtastwert mit linearer PCM. Dieser Dynamikumfang ist ausreichend um das Quantisierungsrauschen nicht mehr wahrnehmen zu können. Da diese 16 Bit jedoch selten voll ausgenutzt werden, kann eine Datenreduktion erfolgen, indem zuerst gröber mit z. B. 6 Bit quantisiert wird. Der Skalenfaktor gibt nun an, in welcher Stufe dieser 6-Bit-Quantisierung das Tonsignal liegt. Dieser Stufenwert wird weiter mit so vielen Bits quantisiert, bis das Quantisierungsrauschen unterhalb der Hörschwelle des jeweiligen Frequenzbandes liegt (siehe Teilbandkodierung), was je nach Signalamplitude mit weniger als 16 Bit passiert. Die Summe der Bits für den Skalenfaktor und der Bits für die Amplitude ist oft kleiner als 16 Bit. Empirische Untersuchungen zeigen, dass sich der Skalenfaktor für unmittelbar aufeinander folgende Abtastwerte kaum ändert. Dadurch kann eine nochmalige Datenreduktion herbeigeführt werden, indem ein Skalenfaktor z. B. für acht aufeinander folgende Abtastwerte gilt.